# Aethalops alecto
Aethalops alecto — вид рукокрилих, родини Криланових. 

## Середовище проживання
Країни поширення: Індонезія, Малайзія, Сінгапур. Зустрічається в пагорбових і гірських лісах від 1000 м до 2700 м над рівнем моря. 

## Стиль життя
Лаштує сідала поодинці або невеликими групами по 2-3 особини. 

## Загрози та охорона
Вирубка лісів для сільського господарства, плантацій і заготівлі лісу є серйозною загрозою в низинних районах, як і видобуток вугілля в центральній частині острова Калімантан. Зустрічається в охоронних районах в межах його діапазону поширення.